# Norbert Stier
Norbert Stier (* 16. Mai 1953 in Grebenhain) ist ein Generalmajor a. D. des Heeres der Bundeswehr. In seiner letzten Verwendung war er von 2010 bis 2015 Vizepräsident für militärische Angelegenheiten des Bundesnachrichtendienstes.

## Militärische Laufbahn

### Ausbildung und erste Verwendungen
Nach dem Abitur trat Stier im Juli 1973 beim Feldjägerbataillon 640 in Worms-Pfeddersheim in die Bundeswehr ein. 1974/1975 war er als Streifen- und Zugführer beim Feldjägerbataillon 390 in Marburg und Koblenz eingesetzt. Danach wechselte er 1976 an die Panzertruppenschule in Munster, bevor er bis 1980 ein Studium der Wirtschafts- und Organisationswissenschaften an der Universität der Bundeswehr München mit dem Abschluss Diplom-Kaufmann absolvierte. Von 1981 bis 1984 erfolgten Verwendungen als Zugführer und Kompaniechef beim Panzergrenadierbataillon 133 in Wetzlar. Es schloss sich 1985–1987 die Teilnahme am 28. Generalstabslehrgang Heer an der Führungsakademie der Bundeswehr in Hamburg an.

### Dienst als Stabsoffizier
Stiers erster Einsatz als Stabsoffizier war auf dem Dienstposten des G2 (Militärisches Nachrichtenwesen) beim Stab der 5. Panzerdivision in Diez an der Lahn. 1989 nahm er am kanadischen Generalstabslehrgang teil. Es folgte eine Verwendung im Bundesministerium der Verteidigung und eine Tätigkeit als Referent für Rüstungskontrolle im Auswärtigen Amt. Danach kam es erneut zu einer Truppenverwendung als Kommandeur des Jägerbataillons 522 in Fürstenau von 1993 bis 1994. 1995 wurde Stier zur NATO nach Brüssel versetzt und 1998 wurde er G2 des II. Korps in Ulm. von 1999 bis 2001 war er Heeresattaché an der Botschaft in Washington, D.C. und baute Ende 2001 das deutsche Verbindungskommando zu CENTCOM in Tampa, Florida auf. Bis 2004 erfolgte eine weitere Verwendung im Bereich Militärisches Nachrichtenwesen als J2 im Einsatzführungskommando der Bundeswehr.

### Dienst im Generalsrang
Von 2004 bis 2006 führte Stier die Gebirgsjägerbrigade 23 in Bad Reichenhall, bevor er bis 2008 Kommandeur der Offizierschule des Heeres in Dresden wurde. Ab Juli 2008 bis zu seiner Versetzung zum BND als Vizepräsident für Militärische Angelegenheiten 2010 war er stellvertretender Abteilungsleiter der Intelligence Division des Internationalen Militärstabs der NATO.
Am 25. November 2015 wurde Stier in der neuen BND-Zentrale in Berlin-Mitte in den Ruhestand verabschiedet.

### Einsätze
Norbert Stier war 2005 Kommandeur der Multinationalen Brigade Südwest und des 11./12. Deutschen Einsatzkontingents der KFOR im Kosovo.

## Privates
Norbert Stier ist verheiratet und hat zwei Söhne und zwei Töchter.